# Angelika Barbe

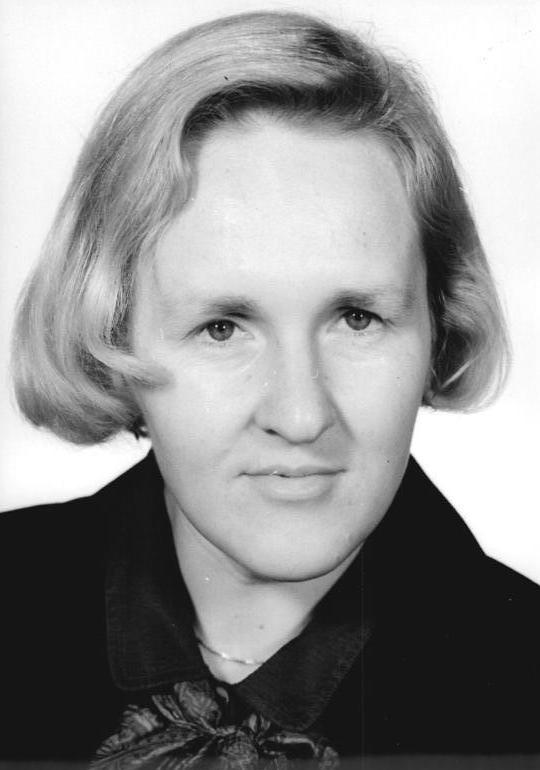
Angelika Barbe, 1990

Angelika Barbe (* 26. November 1951 als Angelika Mangoldt in Brandenburg an der Havel) ist eine deutsche Politikerin. Sie war DDR-Oppositionelle, Gründungsmitglied der Sozialdemokratischen Partei in der DDR und für diese Abgeordnete in der letzten frei gewählten Volkskammer. Von 1990 bis 1994 war sie Bundestagsabgeordnete und Mitglied des Parteivorstandes der gesamtdeutschen SPD, ab 1996 war Barbe CDU-Mitglied. Im Februar 2024 trat Barbe aus der CDU aus und der Partei Werteunion bei.

## Leben
Barbe wuchs als Tochter eines selbständigen Gartenbaumeisters und späteren Genossenschaftsbauern im ländlichen Umland der Stadt Brandenburg an der Havel auf. Zunächst besuchte sie zwischen 1958 und 1966 Schulen in Schenkenberg und Jeserig, anschließend wechselte sie auf die Erweiterte Oberschule in Ziesar. Dort bestand sie 1970 ihr Abitur mit gleichzeitiger Berufsausbildung zur Betriebsschlosserin. Nach ihrer Schulzeit studierte Barbe von 1970 bis 1974 an der Humboldt-Universität zu Berlin Biologie. Nach dem Erhalt ihres Diploms war Barbe zunächst für einige Monate als Pflanzenschutzbeauftragte in Neu Fahrland bei Potsdam tätig. Danach war sie von 1975 bis 1979 als Biologin bei der Hygieneinspektion Berlin-Lichtenberg beschäftigt, anschließend war sie Hausfrau und zog drei Kinder groß.
Sie war seit 1986 im Pankower Friedenskreis um Ruth Misselwitz aktiv, war 1987 Mitbegründerin des Johannisthaler Frauenarbeitskreises und engagierte sich 1988/89 im Friedensarbeitskreis um Ulrike Poppe, Jens Reich und Marianne Birthler. Vom DDR-Ministerium für Staatssicherheit wurde sie bis 1989 im Operativen Vorgang „Hysterie“ beobachtet. Am 7. Oktober 1989 war Barbe eine der Mitbegründerinnen der Sozialdemokratischen Partei in der DDR (SDP). In der Folge agierte sie bis zum ersten Parteitag der im Januar in SPD umbenannten Partei Ende Februar 1990 als zweite Sprecherin der Partei.
Auf dem ersten Parteitag der SPD in der DDR, der vom 22. bis zum 25. Februar 1990 in Leipzig stattfand, wurde Barbe neben Karl-August Kamilli und Markus Meckel zur stellvertretenden Parteivorsitzenden gewählt. In Vorbereitung auf die ersten freien Volkskammerwahlen am 18. März 1990 wurde Barbe im Wahlkreis Berlin auf dem achten Listenplatz nominiert. Da die SPD in diesem Wahlkreis stärkste Partei wurde und 11 Mandate erringen konnte, zog Barbe als Abgeordnete in das letzte DDR-Parlament ein. Dort leitete sie den Volkskammerausschuss für Familie und Frauen. In dieser Funktion setzte sie sich für eine Übernahme des Gesetzes über die Unterbrechung der Schwangerschaft in den Einigungsvertrag ein, was aber letztlich nicht zustande kam. Barbe gehörte im September 1990 zu den Unterstützerinnen und späteren Teilnehmern eines Hungerstreiks in der Zentrale des MfS in der Berliner Normannenstraße, bei der sich Bürgerrechtler für einen Verbleib der Stasi-Akten auf dem Gebiet der DDR und eine Aufarbeitung der Akten aussprachen. Diese Aktion initiierte die Einrichtung des Sonderbeauftragten für die personenbezogenen Unterlagen des ehemaligen Staatssicherheitsdienstes der DDR mit, der in Person von Joachim Gauck noch am 2. Oktober 1990 von der Volkskammer gewählt wurde. Aus dieser Funktion entstand später der Bundesbeauftragte für die Unterlagen des Staatssicherheitsdienstes der ehemaligen Deutschen Demokratischen Republik. Auf dem letzten Parteitag der SPD der DDR am 26. September 1990 wurde Barbe in den Parteivorstand gewählt und damit auch durch den Vereinigungsparteitag am 27. September Mitglied des gesamtdeutschen SPD-Parteivorstandes. Nach dem 3. Oktober 1990 zog Barbe als eine von 144 Volkskammerabgeordneten gemäß Artikel 42 des Einigungsvertrages in den Bundestag ein.
Zur ersten gesamtdeutschen Bundestagswahl am 2. Dezember 1990 wurde Barbe über die Berliner Landesliste in den 12. Deutschen Bundestag gewählt und gehörte diesem während der gesamten Legislaturperiode an. Auf dem 25. SPD-Parteitag, der vom 28. bis zum 31. Mai 1991 in Bremen stattfand, wurde Barbe nochmals in den SPD-Parteivorstand gewählt. 1995 bis 1998 arbeitete sie als Assistentin des Ärztlichen Leiters des Krankenhauses Prenzlauer Berg. 1996 war sie Mitbegründerin des Berliner Bürgerbüros zur Aufarbeitung von Folgeschäden der SED-Diktatur und trat aus Protest gegen die Zusammenarbeit der SPD mit der PDS mit weiteren DDR-Bürgerrechtlern wie Günter Nooke und Vera Lengsfeld der CDU bei.
Zur Bundestagswahl 1998 trat Angelika Barbe als Direktkandidatin der CDU im Wahlkreis Berlin-Friedrichshain – Lichtenberg an, wo sie jedoch der PDS-Kandidatin Christa Luft unterlag.

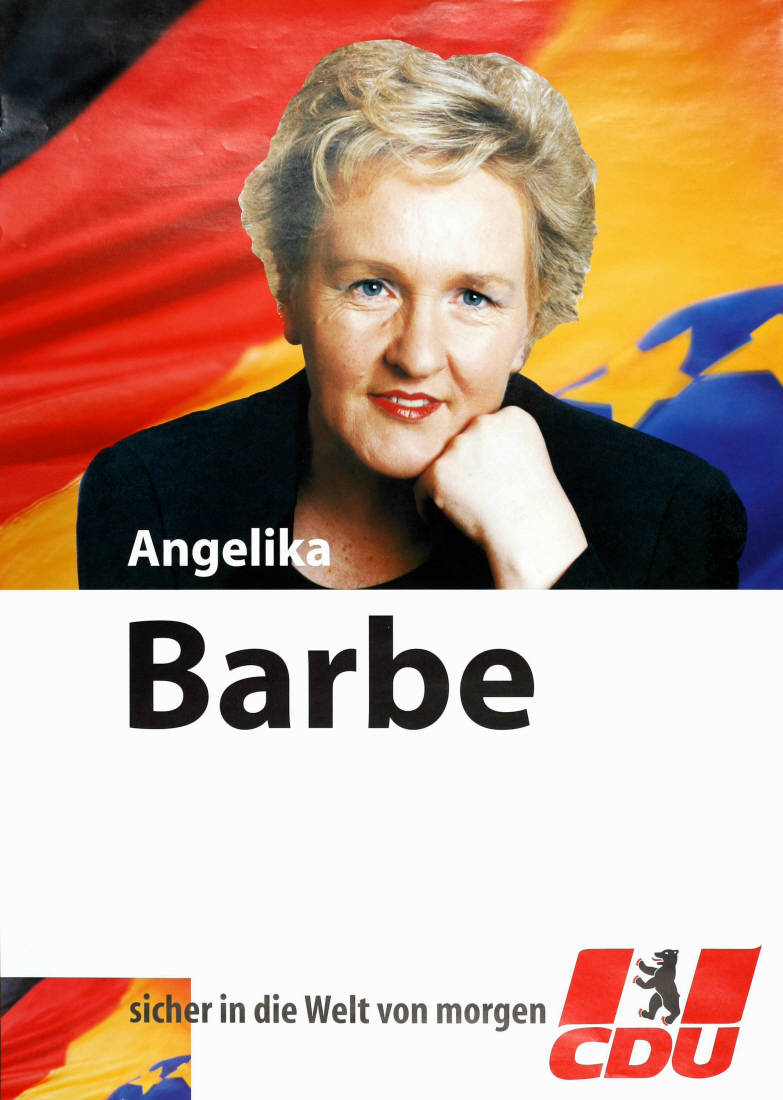
Barbe auf einem Wahlplakat, 1998

Seit 2001 war sie Mitglied des Bundesvorstandes der Dachorganisation Union der Opferverbände kommunistischer Gewaltherrschaft e. V. (UOKG), bis Juli 2007 amtierte sie als stellvertretende Vorsitzende.
Im Jahre 2000 wurde Angelika Barbe als Kandidatin für das Amt des sächsischen Landesbeauftragten für die Stasi-Unterlagen vorgeschlagen. Bis zu ihrem Ruhestand im Frühjahr 2017 war sie bei der Sächsischen Landeszentrale für politische Bildung tätig.
Barbe nahm mehrfach an Pegida-Versammlungen in Dresden teil. In einem offenen Brief an ihre Partei, die CDU, bezeichnete sie Ende 2017 den Islam als „eine rassistische Ideologie“ und beklagte die angebliche Besserstellung von Migranten gegenüber „der einheimischen Bevölkerung“.
Um die Jahreswende 2017/2018 veröffentlichte sie drei Gastbeiträge in der Zeitschrift Cicero.
Im März 2018 gab die AfD-nahe Desiderius-Erasmus-Stiftung bekannt, dass sie Barbe in ihr Kuratorium berufen habe.
Am 16. Mai 2020 wurde sie am Rande einer Demonstration der Berliner Antifa vorläufig festgenommen. In einem Interview äußerte sie im Mai 2020: „Das ist jetzt schon wie DDR. Ich sehe keinen Unterschied mehr zwischen den Regierenden der DDR – also diesen Verbrechern – und der heutigen Regierung.“
Am 3. Juli 2020 wurde die von der AfD als Wahlvorschlag eingereichte Benennung von Angelika Barbe in das Kuratorium des Deutschen Instituts für Menschenrechte durch den Bundestag abgelehnt.
Seit Beginn der COVID-19-Pandemie in Deutschland demonstrierte sie gegen die Corona-Maßnahmen. Die Novelle des Infektionsschutzgesetzes bezeichnete sie als „Ermächtigungsgesetz“. Vor der Verabschiedung des Gesetzes im November 2020 schrieb sie in einem offenen Brief an alle Bundestagsabgeordneten: „Zu vieles erinnert mich schon wieder an die DDR. Es ähneln sich die Methoden der Machtsicherung heute wie gestern.“ Weiter verglich sie die Vorschrift des Tragens des Judensterns in der NS-Diktatur mit der Maskenpflicht. „Maskenzwang“ sei „vorsätzliche Körperverletzung“. Heute würden mit einem „antiviralen Schutzwall“ Reisen verhindert, behauptete sie und spielte mit diesem Ausdruck zugleich auf den Begriff des „Antifaschistischen Schutzwalls“ an, die bei DDR-Offiziellen gebräuchliche Bezeichnung für die Berliner Mauer. Im selben Monat nutzte sie ihren Bundestagshausausweis, der ihr als ehemaliger Bundestagsabgeordneten zugestanden wurde, um im Reichstagsgebäude Flugblätter zu verteilen.
Im Vorfeld der Bundestagswahl 2021 bestätigte der Landesverband der CDU Berlin im September 2021, dass die Partei Angelika Barbe wegen parteischädigenden Verhaltens den Austritt nahegelegt habe und ein Parteiausschlussverfahren eingeleitet werde, weil sie offenbar in Sachsen Wahlwerbung für die AfD gemacht habe und mit AfD-Politikern aufgetreten sei. Die CDU reagierte damit auf einen Bericht der taz. Auch bei Veranstaltungen der Thüringer AfD trat Barbe auf. Im Februar 2023, zum ersten Jahrestag des russischen Überfalls auf die Ukraine, sprach Barbe neben Björn Höcke und Lutz Bachmann bei einer Veranstaltung von Pegida und AfD, auf der Russlandfahnen und „Ami go home“-Plakate zu sehen waren. Bei einer Veranstaltung bei Berlin, bei der auch der frühere Präsident des Bundesamtes für Verfassungsschutz, Hans-Georg Maaßen, eine Rede hielt, bezeichnete Barbe Deutschland im September 2023 als „Faschistische Diktatur“.
Im Februar 2024 trat Barbe aus der CDU aus und wurde Mitglied des Vereins Werteunion e. V.